# Парк культури і відпочинку імені Горького (Луганськ)
Парк культури і відпочинку імені Горького — найпопулярніший парк у Луганську в 1930-х і 1950-х — 1960-х роках.

## Опис
Після заснування у 1928 році Центрального парка культури і відпочинку імені Горького в Москві подібні рекреаційні зони стали планувати по всьому СРСР.
На початку 1930-их років старший архітектор Олександр Шеремет розробив проект парка на березі річки Лугань біля руїн старого Червоного млина. 
Роботи розпочались у травні 1935 року. Тисячі городян-ентузіастів прийшли на допомогу будівельникам. 18 серпня 1936 року парк урочисто відкрили. До цієї події поет-пісняр Михайло Матусовський спеціально підготував «Пісню парка».
У парку функціонували фонтани, три волейбольні й один баскетбольний майданчики, тенісні корти, 57-метрова парашутна вишка, трапеції, оранжерея. Танцювальний майданчик, що вміщав п’ять тисяч осіб, був на той момент найбільшим в Україні. Парк освітлювали 400 електроламп. Фонтани на добу виливали 80 тисяч відер води.
25 липня спеціально до відкриття була прокладена трамвайна лінія довжиною 1,8 км. До парка Горького пустили шість трамваїв двох маршрутів № 7 і 8. 
У 1937 році була відкрита дитяча залізнична колія, якою їздив реконструйований старий паровоз і маленькі відкриті вагони. Довжина – 2,5 км.
У 1941 року на території парку проходили військову підготовку новобранці 395-ї стрілецької дивізії. 
У 1945 році встановлений Пам’ятник полеглим при обороні Луганська.

## Парашутна вишка
Парашутна вишка — один з найпопулярніших атракціонів парка. 
Уся конструкція зварювалась з окремих секцій просто на території парка. Установка за допомогою лебідки тривала сім годин. Повна висота вишки становила 57 м, висота до майданчика для стрибків – 46 м, вага – 25 т, гвинтові сходи мали 200 щаблин.

## Дівчина з веслом

За еротизм дівчина була заслана до Луганська

Вхід до Парку був оформлений колонадою у грецькому стилі. По бокам стояли статуї фізкультурників. Один з фонтанів прикрашала скульптура у вигляді стрибаючої у воду дівчини. 
Однак найвідомішою скульптурою стала Дівчина з веслом. 
Скульптор Іван Шадр (1887–1941) виконав спеціально для Центрального парку Горького в Москві. Скульптура зображала оголену дівчину на весь зріст з веслом у правій руці. Форма голови дівчини була чітко змальована, волосся дуже туго натягнуте і закручене в два «ріжка», лоб і потилиця повністю відкриті. Висота фігури разом з бронзовим постаментом була близько 12 метрів. Вона була встановлена в центрі фонтану на головній магістралі Парку імені Горького в 1935 році. Згодом гіпсові копії дівчини з веслом (окрім Івана Шадра, подібні фігури дівчини, але в купальнику і веслом у лівій руці виконав Ромуальд Іодко) стали прикрашати парки по всьому СРСР.
Проте скульптуру Івана Шадра піддали гострій критиці за еротизм. За легендою, у 1936 році її перемістили в парк культури і відпочинку Луганська. Архітектор Олександр Шеремет розмістив скульптуру у гроті, виконаного технічним керівником Зеленбуду М. Стефановичем.
Напередодні війни скульптура безслідно зникла. 

## Оранжерея
В оранжереї до відкриття парка було вирощено близько мільйона квітів, зокрема агави, герані, драцени, левкої. Квіти висаджували уздовж алей. Завдання з озеленення парка було покладено на Зеленбуд. Але в оранжереї також працювало багато добровольців. 

## Сучасний стан
Уже у 1980-их роках парк був занедбаний. У 1985 році унаслідок повені усі комунікації були знищені. 
У наступні роки робились спроби реконструювати парк.